# Adrián Cuadra
Adrián Ignacio Cuadra Cabrera (23 ottobre 1997) è un calciatore cileno, centrocampista del Dep. Antofagasta.

## Caratteristiche tecniche
È un mediano.

## Carriera

### Club
Cresciuto nel settore giovanile del Santiago Wanderers, ha esordito in prima squadra il 26 novembre 2015 in occasione del match di campionato pareggiato 2-2 contro il Dep. Antofagasta.

### Nazionale
Con la nazionale Under-20 cilena ha preso parte al campionato sudamericano 2017.